# The Wilderness Mail
Pour plus de détails, voir Fiche technique et Distribution.
The Wilderness Mail est un film muet américain réalisé par Colin Campbell et sorti en 1914.

## Fiche technique
- Titre : The Wilderness Mail
- Réalisation : Colin Campbell
- Scénario : Colin Campbell, d'après une histoire de James Oliver Curwood
- Production : William Selig
- Société de production : Selig Polyscope Company
- Société de distribution : General Film Company
- Pays d'origine :  États-Unis
- Langue : Anglais
- Format : Noir et blanc — 35 mm — 1,33:1 — Son : Muet
- Genre : Film d'action
- Durée : 20 minutes
- Dates de sortie : 
  -  États-Unis : 13 juillet 1914

## Distribution
- Wheeler Oakman : Jan, le trappeur
- Joe King : Otto
- Bessie Eyton : Joan
- Lillian Hayward : Marie, sa demi-sœur
- Frank Clark : le père de Joan
- Tom Mix : l'outlaw
- Old Blue, le cheval de Tom Mix